# Beau Malheur
Singles de Emmanuel Moire
Promis
(2009) Ne s’aimer que la nuit
(2013)
Pistes de Le Chemin
La vie ailleurs Venir voir
Beau Malheur est une chanson d'Emmanuel Moire sortie le 18 février 2013 sous format numérique. Cette chanson est le premier single extrait de l'album studio Le Chemin paru le 29 avril 2013.

## Description
Premier single extrait de l'album studio Le Chemin paru le 29 avril 2013, le titre est signé par Yann Guillon et Emmanuel Moire. Écrite « un an et demi ou deux ans » avant la sortie de l'album, la chanson Beau Malheur est produite par Emmanuel Moire et Christian Lieu « Ninjamix ». Tim Young se charge du mastering.
Le single est nommé aux NRJ Music Awards 2014 dans la catégorie chanson francophone de l’année. Interprété par Nolwenn Leroy et Zaz, le titre apparaît sur le disque Bon anniversaire les Enfoirés. Enregistré les 19 et 20 janvier 2014 au Zénith de Strasbourg, le spectacle qui voit la participation de l’interprète manceau est diffusé le 14 mars 2014 sur TF1.
Le single atteint les 70 000 exemplaires vendus en mars 2014.

## Classements
| Classement (2013)                       | Meilleure position |
| --------------------------------------- | ------------------ |
| Belgique (Wallonie Ultratop 50 Singles) | 11                 |
| Belgique (Wallonie Ultratip 50)         | 27                 |
| France (SNEP)                           | 11                 |

## Clip
Beau Malheur a fait l'objet d'un clip dans lequel Emmanuel Moire est derrière le piano, pendant que la danseuse Fauve Hautot effectue un solo chorégraphique. Les deux protagonistes exécutent ensuite une danse en couple, réalisée sous la direction de Marie-Claude Pietragalla et Julien Derouault,,.